# Дигитално насиље
Sajber maltretiranje (енгл. cyberbullying) je korišćenje interneta i sličnih tehnologija za nanošenje štete ljudima namerno, ponavljajući, neprijateljski način. Kako je sve više zastupljeno u društvu, posebno među mladim ljudima, zakonodavni organi i savesne kompanije su se podigle da se bore protiv sajber maltretiranja.

## Definicija
Termin sajber maltretiranje je prvi definisao Kanadski učitelj i aktivista protiv-maltretiranja Bill Belsey, kao "korišćenje informacija i tehnologija da bi se podražavalo namerno, ponavljajuće i neprijateljsko ponašanje od strane pojedinca ili grupe, koja ima nameru da druge maltretira."
Sajber maltretiranje je iznova bilo definisano kao "kada se internet, mobilni telefoni ili drugi uređaji koriste da šalju ili objavljuju tekstove ili slike koje imaju nameru da povrede ili osramote druge osobe". Drugi istraživači koriste sličan jezik da objasne ovaj fenomen.
Jednostavno sajber maltretiranje predstavlja konstanto slanje email-ova nekome ko nas je obavestio da ne želi dalje kontakte sa nama, to može da bude slanje naslova koji sadrže pretnje, seksualne namere, pežorativne nalepnice (odnosno govor mržnje), pravljenje žrtava tako što pravimo od njih subjekte ismevanja na forumima i postavljanje lažnih izjava kako bismo ih izložili poniženju.
Sajber nasilnici mogu da obelodane žrtvine lične podatke (npr. pravo ime, adresu ili mesto posla/škole) na veb-stranicama ili forumima ili mogu da se predstave kao žrtva radi objavljivanja materijala u njihovo ime koji ih omalovažavaju i ismevaju. Neki sajber nasilnici šalju preteće i zlostavljajuće email-ove i instant poruke žrtvama, dok drugi sajber nasilnici objavljuju na forumima neistinite, kompromitujuće podatke o žrtvama, podstičući druge da ih ne vole i da se udružuju protiv njih .
Dečji izveštaji o lošem ponašanju jednih prema drugima, počinju već od drugog razreda. Istraživanja pokazuju da dečaci započinju bezobraznu mrežnu aktivnost pre devojčica. Međutim, u srednjim školama, devojčice će pre da stupe u sajber maltretiranje nego dečaci. Bilo da je nasilnik devojčica ili dečak, njihov cilj je da namerno ismevaju druge, maltretiraju, zastrašuju ili da prete preko mreže jedni drugima. Ovo maltretiranje se dešava preko email-ova, tekst poruka, objavama na blogovima i veb-stranicama.

### Sajber maltretiranje i Sajber uhođenje
Sajber maltretiranje nije ograničeno samo na decu, već se prepoznaje i kod odraslih. Kada je ovo ponašanje upućeno od odraslog ka odraslom ponekad na polnoj osnovi, koristi se termin sajber uhođenje ili sajber uznemiravanje. Cilj sajber uhode je da se ugrozi žrtvin posao, reputacija ili bezbednost.

## Istraživanja
U leto 2008, istraživači Sameer Hinduja (Florida Atlantic University) i Justin Patchin (University of Wisconsin-Eau Claire) izdali su knjigu o sajber maltretiranju koja sumira postojeća istraživanja o sajber maltretiranju. (Bullying Beyond the Schoolyard: Preventing and Responding to Cyberbullying). Njihovi istraživački dokumenti o slučajevima sajber maltretiranja su u porastu poslednjih godina. Koristeći slobodan uzorak od otprilike 2000 srednjoškolaca iz velike školske regije u južnim delovima Sjedinih Amerićkih Država, oko 10% ispitanika su bili sajber maltretirani u prethodnih 30 dana dok su 17% njih izjavili da su bili sajber maltretirani tokom svog života. Ovi procenti su niži nego kod rezultata ranijih istraživanja, Hinduja i Patchin ističu da je to zbog toga što su ranije studije pretežno bile održane među starijim adolescentima. To jest, starija omladina koristi Internet češće i mnogo je lakše da iskuse sajber maltretiranje nego mlađa deca.
Sourander et al. (2010) sproveo je populacijsku kros-sekciju studiju koja se održala u Finskoj. Autori ove studije uzeli su samo izveštaje od 2215 Finskih adolescenata između 13 i 16 godina starosti o sajber maltretiranju i sajber žrtvama u proteklih 6 meseciOtkriveno je da među totalnom uzorku, 4,8% su bili samo sajber žrtve, 7,4% su bili samo sajber nasilnici i 5,4% su bili sajber nasilnici i žrtve. Status sajber žrtve je bio asociran sa različitim faktorima, uključujući emotivne i peer probleme, probleme sa spavanjem i sa osećajem bezbednosti u školi.. Status sajber nasilnika je bio povezan sa faktorima kao štosu hiperaktivnost i nisko prosocijalno ponašanje, takođe i o problemima prestupa. Status sajber nasilnika - žrtva je povezan sa svim rizičnim faktorima koji su povezani sa statusima sajber žrtve i sajber nasilnika. Autori ove studije su zaključili da je sajber maltretiranje kao i sajber viktimizacija povezani su sa psihijatrijskim problemima, ali i sa psihosomatskim problemima. Mnogi adolescenti u studiji su prijavili da su imali glavobolje ili probleme sa spavanjem. Autori veruju da njihovi rezultati pokazuju da su potrebne nove ideje kako da se spreči sajber maltretiranje i šta činiti kada se to već desi. Ovo je svetski problem koji se mora ozbiljno shvatiti.

### Izveštaji i statistike
National Crime Prevention Council izveštava da je sajber maltretiranje problem koji utiče skoro na polovinu Američkih tinejdžera.
U 2007 godini, Debbie Heimowitz, master student Stanford University, kreirala je Adina's Deck, film zasnovan na akreditovanom istraživanju iz Stanforda. Ona je radila u fokus grupama deset nedelja u tri škole kako bi istražila problem sajber maltretiranja u Severnoj Karolini. Nalazi utvrđuju da je više od 60% studenata bilo sajber maltretirano i bli su žrtve sajber maltretiranja. Film se sada koristi u učionicama širom zemlje. Njegov cilj je da studenti razumeju ovu temu. Srednja škola Megan Meier konstantno koristi film kako bi rešila krizu u njenom gradu.
U septembru 2006, ABC News su izvestili na osnovu izveštaja sprovedenog od strane I-Safe.Org. Ovaj  izveštaj iz 2004. od 1500 učenika, između 4-8 razreda izveštava:
- 42% dece su bila maltretirana za vreme boravka na internetu. Jedan od četvoro je reklo da se to desilo više od jednom.
- 35% dece kaže da su bili prećeni na internetu. Skoro jedno od petoro dece kaže da se desilo više od jednog puta.
- 21% dece je primilo bezobrazne ili preteće email-ove ili druge poruke.
- 58% dece priznaje da im je neko rekao bezobrazne ili uvredljive stvari preko interneta. Više od četvoro do deset kaže da se desilo više od jednog puta.
- 58% njih nije reklo roditeljima ili starijoj osobi o bezobraznim ili uvredljivim stvarima koji su im se desili na internetu.

Izveštaj 2006 Harris Interactive izveštava:
- 43% Američkih tinejdžera je iskusilo neku vrstu sajber maltretiranja u proteklih godinu dana.

Slično je Kanadska studija otkrila:
- 23% anketiranih srednjoškolaca je bilo maltretirano preko email-ova
- 35% u sobama za pričanje
- 41% preko tekst poruka na njihovim telefonima
- Kompletno 41% njih nije znalo identitet izvršilaca.

Youth Internet Safety Izveštaj-2, sproveden od Crimes Against Children Research Center kod Univerziteta New Hampshire u 2005, našla je da 9% mladih u anketi su iskusili neku vrstu uznemiravanja. Izveštaj je bio reprezentativna nacionalna telefonska anketa od 1500 mladih, godina između 10 i 17. Jedna trećina su osećali nervozu zbog incidenta, sa nervozom koja se više oseća ko mlađih odazivača i onih koji su bili žrtve (uključujući razgovori telefonom, poslatih darova ili posećivani kući od uznemirivača). Poređenje sa mladima koji nisu bili uznemirivani, žrtve će pre da imaju socijalnih problema. Sa druge strane, mladi koji uznemiravaju druge će pre da imaju probleme sa kršenjem pravila i agresijom. Značajno preklapanje je viđeno — mladi koji su uznemirivani će značajno pre da maltretiraju druge.
Hinduja i Patchin su završili studiju u leto 2005, od otprilike 1500 adolescenata, korisnika interneta, nađeno je da jedna trećina mladih bilo žrtva interneta i preko 16% izveštalaca je priznalo da je sajber maltretiralo druge. Mada u većini slučajeva sajber maltretiranja je uključivalo relativno blago ponašanje(41% su bili nepoštovani, 19% su pogrdno nazivani), preko 12% bilo fizički prećeno i oko 5% je bilo uplašeno za njihovu bezbednost. Manje od 15% je reklo odraslima o incidentu.
Dodatna istraživanja od Hinduja i Patchin su našli da mladi koji prijave da su bili žrtve sajber maltretiranja takođe dožive stres ili napor koji je uvezi sa oflajn problemom ponašanja kao što je bežanje od kuće, varanje na školskom testu, izostanka iz škole ili korišćenje alkohola ili marihuane. Autori prihvataju da obe ove studije pružaju samo preliminarne informacije o prirodi i posledicama onlajn nasilništva, usled metodoloških prepreka koje su uvezi sa onlajn anketom.
Prema 2005 izveštaju od National Children's Home fondacije i Tesco Mobile od 770 mladih između 11 i 19 godina, 20% ispitanika su otkrili da su bili maltretirani elektronskim sredstvima. Skoro 3/4(73%) su izjavili da su znali nasilnika, dok 26% su izjavili da je prestupnik bio stranac.10% ispitivača je naglasilo da je druga osoba uzela sliku i/ili video o njima pomoću kamere na mobilnom telefonu, to čini da se osećaju nelagodno, sramotno ili ugroženo. Mnogo mladih se oseća nelagodno da ispriča merodavnoj ličnosti da su bili žrtve sajber maltretiranja zbog straha da će im pristup tehnologijama biti oduzet; dok 24% i 14% je reklo roditeljima ili nastavniku iskreno, 28% nije reklo nikom dok 41% je reklo prijatelju.
Izveštaj od Crimes Against Children Research Center u Univerzitetu New Hampshire u 2000 godini, otkrili su da 6% mladih ljudi u anketi je doživelo neku vrstu uznemiravanja, uključujući pretnje, negativne tračeve i 2% je doživelo bolno uznemiravanje.
Izveštaj o rezultatima specijalne meta analize iz zemalja Evropske Unije, Hasebrink et al. (2009) je procenio da otprilike 18% mladih u Evropi su bili "maltretirani/uznemirivani/praćeni preko interneta i mobilnih telefona. sajber uznemiravanje se kotira za mlade ljude među članicama EU od 10% do 52%.
Opšte narodni Australian Covert Bullying Prevalence Izveštaj (Cross et al., 2009) ocenjivao je iskustva sajber maltretiranja među 7418 studenata. Procenti sajber maltretiranja su se povećali sa godinama, 4,9% studenata u četvrtom razredu je prijavilo sajber maltretiranje u poređenju sa 7,9% u devetom razredu. Cross et al.,(2009) je izvestilo da su procenti nasilništva i uznemiravanja bili niži, ali takođe u porastu sa godinama. Samo 1,2% studenata četvrtog razreda je prijavilo sajber maltretiranje drugih nasuprot 5,6% studenata devetog razreda.

## Poređenje sa tradicionalnim nasilništvom
Određenje bitne karakteristike onlajn tehnologija povećavaju verovatnoću da će one biti zloupotrebljene. Nasuprot fizičkom maltretiranju, elektronski nasilnici mogu da ostanu virtuelni anonimusi koristeći trenutne email naloge, pseudonime u sobama za pričanje, programe ćaskanja, slanje poruka preko telefona i druge Internet mogućnosti da se prikrije identitet.
Elektronskim forumima nedostaje supervizija. Dok ugošćivači četa redovno prate dijaloge u nekim sobama za pričanje u trudu da nadgledaju razgovore i kazne nepristojne individualce. S druge strane, licne poruke poslate između korisnika(kao što su elektronski email ili tekst poruke su vidljive samo od strane pošiljaoca i primača, takoreći van kontrole su administratora. A kada tinejdžeri znaju više o kompjuterima i mobilnim telefonima nego njihovi roditelji i zaštitnici, oni su dakle u mogućnosti upravljanja tehnologijom bez opasnosti da će njihov roditelj otkriti iskustvo sa nasilništvom(bilo kao žrtva ili prestupnik).
Drugi faktor je neodvojivost mobilnog telefona i vlasnika, praviće tako tu osobu potencijalnim kandidatom za žrtvovanje. Korisnici uglavnom treba da drže upaljene telefone zbog ispravne svrhe, što pruža priliku onima sa lošim namerama da stupe u konstantno neljubazno ponašanje kao što je uznemiravanje telefonskim pozivima ili pretećim i uvredljivim iskazima od strane kapaciteta poruke mobilnog telefona. Sajber maltretiranje probija zidove doma, tradicionalno mesto gde žrtve mogu da potraže spas od drugih tipova nasilništva. Ovaj upad u kućni život žrtve sajber nasilnika je jedinstven način u kojem internet može "da istovremeno kreira senzaciju izloženosti (ceo svet te gleda) i otuđenje (niko ne razume)." Za mlade koji iskuse sramotu ili samo-mržnju, ovaj efekat je opasan zato što može da dovede do ekstremnih samo-izolacija.
Štaviše, nasilnici mogu da se udruže protiv njihovih žrtava na elektronskim stranicama efikasnije nego što bi to uradili u tradicionalnom maltretiranju, pošto ne postoji limit koliko ljudi se može priključiti..
Jedna potencijalna prednost žrtava sajber maltretiranja nad tradicionalnim maltretiranjem je što ovaj vid maltretiranja može da se izbegne tako što se neće odlaziti na sajt/sobe za pričanje.Email adrese i telefonski brojevi mogu se promeniti; mnogi email nalozi sada nude servise koji automatski filtriraju dolazeće poruke od konkretnih pošiljaoca pre nego što stignu u sanduče i telefoni nude slične funkcije ID primaoca.
Mada, ovo ne štiti od svih formi sajber maltretiranja; izdavanje pogrdnih materijala o osobi na internetu je ekstremno teško da se spreči i jednom kad se objavi, milioni ljudi mogu potencijalno da snime pre nego što se ukloni. Neki prestupnici mogu da postavljaju žrtvine fotografije ili editovane fotografije kao neslavne prikaze ili lepeći žrtvine slike na gola tela. Primeri popularnih foruma za otkrivanje personalnih informacija ili slika za "kažnjavanje neprijatelja uključuju "Hong Kong Golden Forum, Live Journal, i skorašnji JuicyCampus. Uprkos tome što je sajber maltretiranje kršenje uslova korišćenja servisa, mnogi sajtovi socijalnih mreža se koriste u te svrhe

## Štetni efekti
Istraživanja pokazuju ozbiljne posledice na žrtvama sajber maltretiranja. Na primer, žrtve imaju niže samopouzdanje, povećanu ideju samoubistva i različite emocionalne odgovore: osvete, osećaj straha, frustracije, ljutitosti i potištenosti .
Jedna od najopasnijih posledica je da žrtva počne da izbegava prijatelje i aktivnosti, što je često i sama namera sajber nasilnika.
Sajber maltretiranje je toliko opasno da može da dovede do toga da žrtva počini samoubistvo. Postoji najmanje četiri primera u Sjedinjeniim Američkim Državama gde je sajber maltretiranje bilo povezano sa samoubistvom tinejdžera. Samoubistvo Megan Meier je skorašnji primer koji je rezultovao osudom starijeg napadača.

### Zastrašivanje, emotivne štete, samoubistva
Prema Cyberbullying Research Center, "bilo je nekoliko visokoprofilnih slučaja u kojima su tinejdžeri oduzimali sebi živote delom zbog toga što su bili uznemirivani i maltretirani preko interneta. Fenomen koji smo izrazili sajber samoubistvo, po indirektnim ili direktnim uticajem onlajn agresije." U Srbiji najpoznatija osoba koja je izvršila samoubistvo zbog sajber maltretiranja je jutjuberka Kika Đukić.
Opiranje mladih da pričaju sa merodavnim ličnostima o slučajevima sajber maltretiranja je dovelo do fatalnih ishoda. Najmanje troje dece između 12 i 13 godina je počinilo samoubistvo usled depresije nastale zbog sajber maltretiranja, prema navodima izveštaja od USA Todaz i Baltimore Examiner. Ovo uključuje samoubistvo Ryan Halligan i samoubistvo Megan Meier.

## Zrele osobe i radno okruženje
Sajber maltretiranje nije limitirano na lične napade ili decu. Sajber uznemiravanje koje se odnosi na sajber uhođenje kada uključuje zrele osobe, dešava se u radnom okruženju ili na kompanijinim sajtovima, blogovima ili kritikama proizvoda.
Izveštaj od 1072 zaposlena od strane Dignitz i Work partnership otkrila je da jedan od pet su bili maltretirani na poslu preko email-ova i istraživanje je otkrilo da jedan od deset UK(United Kindom) zaposlenih veruje da je sajber maltretiranje problem u njihovom radnom okruženju .
Sajberuhodači koriste objave, forume, dnevnike i druga onlajn sredstva da prikažu žrtvu u lažnom i lošem svetlu. Pitanje odgovornosti za uznemiravanje je problematično za zakonodavnu zaštitu s obzirom da pravi autori uvredljivog materijala su, manje ili više, ne samo anonimusi, nego bey traga. Ipak, zlostavljanje treba da bude redovno prijavljeno kompanijinim službenicima.

### Prepoznavanje taktika sajber maltretiranja odraslih na radnom okruženju
Uobičajene taktike koje koriste sajber uhodači je da vandalizuju pretraživač ili enciklopediju, da prete žrtvinim zaradama, zaposlenju, reputaciji ili bezbednosti. Različite kompanije pronalaze slučajeve sajber uhođenja(u kome su umešane zrele osobe) prateći šemu ponavljanja akcija protiv mete. Motivi variraju(romantični, poslovni sklop interesa ili lična nesviđanja) u zavisnosti kako uhodilac vidi žrtvu. Mrežno-zasnovane proizvode ili servise treba iskoristiti protiv sajber uhodača u uznemiravanju ili klevetanju njihovih žrtava.
Izvor klevetanja izgleda da potiče od četiri tipova informacijskih provajdera: Veb blogova, industrijskih foruma ili tabli i komercijalnih veb sajtova. Studije otkrivaju da su neki motivi zbog ličnih nesviđanja, postoji ponekad direktna ekonomska motivacija od sajber uhodača, uključujući sukob interesa.

## Podrška zajednice
Nekolicina kompanija i organizacija su u savezu kako bi pružili i obavestili o ovom problemu. Neki ciljaju da informišu i pruže mere kako da se izbegne kao i uništi sajber maltretiranje i sajber uznemiravanje. Antimaltretiranje donacija Act Against Bullying, lansirala je kampanju SajberDobar(CzberKind) u Avgustu 2009 da promoviše pozitivne strane interneta.
Preduzeća su razvila alate koja pomažu u borbi sa sajber maltretiranjem. U 2008, kompanija Vanden je izbacila alat koji dozvoljava deci da automatski obaveste određene odrasle osobe kada su maltretirani ili uznemiravani onlajn. Sajber nasilnik uzbuna takođe ubeležava preteće poruke tako što snima prikaz ekrana detetovog kompjutera kada dete aktivira uzbunu. CyberPatrol i LookBothWays su dva preduzeća koja prate internet trendove.
U 2007, Zoutube je predstavio prvi Antimaltretiranje kanal za mlade(BeatBullying) angažujući slavne ličnosti da se bore protiv ovog problema.
Mossley Hollins Srednja škola u Mančesteru je skoro uzela čeonu poziciju u razvijanju resursa i materijala u Velikoj Britaniji za škole i servise koje koriste. Will Aitken, koordinator ICT, je organizovao prvi državni dan svesnosti sajber maltretiranja za studente i roditelje.
U martu 2010, 17-godišnju devojčicu Alexis Skze Pilkington roditelji su našli mrtvu u njenoj sobi. Njeni roditelji su tvrdili da posle učestalog sajber maltretiranja ona primorana na samoubistvo. Ubrzo posle njene smrti, napadi su se nastavili. Članove jednog vebsajta foruma, nazivani su "eBaums World", "Baums" i "EB", počeli su da "pale" memorijalne stranice tinejdžera na društvenoj mreži Facebook.. Komentari su uključivali izraze zadovoljstva na smrt, sa slikama koje su izgledale kao banana, na njihovim profilnim slikama. Rodbina i prijatelji od pokojnog tinejdžera su odgovorili tako što su kreirali Facebook grupe koje ruše sajber maltretiranje i namerno uznemiravanje, sa logoima iza banana iza crvenog kruga sa dijagonalnom linijom kroz njih.

## U medijima i pop kulturi
- Adina's Deck— film o tri osmaka koji pomažu prijatelju koji je bio sajber maltretiran.
- Let's Fight It Together— film napravljen odChildnet International da bude korišćen u školama zbog podizanja svesnosti i podržavanja diskusije oko sajber maltretiranja.
- Odd Girl Out— film o devojčici koja je maltretirana u školi i onlajn.
- At a Distance— kratak film, napravljen od NetSafe za publiku od 8-12 godina. Ono naglašava forme i efekte sajber maltretiranja i važnost posmatrača.
- Cyberbully— Tv film, emitovan Jula 17, 2011 na ABC Family. Sličan Odd Girl Out,on takođe opisuje devojčicu koja je maltretirana u školi i onlajn.

## Takođe vidi
- PIPA
- Dečja pornografija na internetu
- Мобинг
- Сајберспејс
- Самоубиство
- Приватност на друштвеним мрежама
- Крађа идентитета на интернету

## Literatura
- Berson, I. R., Berson, M. J., & Ferron, J. M..„Emerging risks of violence in the digital age: Lessons for educators from an online study of adolescent girls in the United States”. Journal of School Violence. 1 (2): 51—71. 2002. doi:10.1300/J202v01n02_04.
- Burgess-Proctor, A., Patchin, J. W., & Hinduja, S. V. Garcia and J. Clifford, ур. (2009). „Cyberbullying and online harassment: Reconceptualizing the victimization of adolescent girls”. Female Crime Victims: Reality Reconsidered. Upper Saddle River, NJ: Prentice Hall.
- Keith, S. & Martin, ME (2005). „Cyber-bullying: Creating a Culture of Respect in a Cyber World”. Reclaiming Children & Youth. 13 (4): 224—228.
- Hinduja, S. & Patchin, JW (2007). „Offline Consequences of Online Victimization: School Violence and Delinquency”. Journal of School Violence. 6 (3): 89—112. doi:10.1300/J202v06n03_06.
- Hinduja, S. & Patchin, JW (2008). „Cyberbullying: An Exploratory Analysis of Factors Related to Offending and Victimization”. Deviant Behavior. 29 (2): 129—156. doi:10.1080/01639620701457816.
- Hinduja, S. & Patchin, J. W. Bullying beyond the Schoolyard: Preventing and Responding to Cyberbullying. Thousand Oaks, CA: Sage Publications. 2009.
- Patchin, J. & Hinduja, S. Bullies Move beyond the Schoolyard: A Preliminary Look at Cyberbullying. Youth Violence and Juvenile Justice'. 4  (2):  148–169
- Tettegah, S. Y., Betout, D., & Taylor, K. R. (2006). Cyber-bullying and schools in an electronic era. In S. Tettegah & R. Hunter (Eds.) Technology and Education: Issues in administration, policy and applications in k12 school. PP. 17–28. London: Elsevier.
- Wolak, J. Mitchell, K.J., & Finkelhor, D. Online victimization of youth: 5 years later. Alexandria, VA: National Center for Missing & Exploited Children. 2006.. Available at unh.edu
- Ybarra, Michele L.; Mitchell, Kimberly J. (2004). „Online aggressor/targets, aggressors and targets: A comparison of associated youth characteristics”. Journal of Child Psychology and Psychiatry. 45 (7): 1308—1316. PMID 15335350. doi:10.1111/j.1469-7610.2004.00328.x.
- Ybarra, M. L. (април 2004). „Linkages between depressive symptomatology and Internet harassment among young regular Internet users”. Cyberpsychol and Behavior. 7 (2): 247—57. PMID 15140367. doi:10.1089/109493104323024500.
- Ybarra, M. L.; Mitchell, K. J. (јун 2004). „Youth engaging in online harassment: associations with caregiver-child relationships, Internet use, and personal characteristics”. Journal of Adolescence. 27 (3): 319—36. PMID 15159091. doi:10.1016/j.adolescence.2004.03.007.
- Frederick S. Lane (2011). Cybertraps for the Young. Chicago: NTI Upstream. Архивирано из оригинала 21. 01. 2019. г. Приступљено 25. 02. 2023.

## Spoljašnje veze
- Cyberbullying.org -From Bill Belsey, President of Bullying.org
- Cyberbullying Research Center
- Cyberbullying at Stopbullying.gov
- Cyberbullying Searchable Information Center, ebrary
- „Cyberbullying.org.nz”. Архивирано из оригинала 26. 04. 2012. г. Приступљено 14. 05. 2012. – Cyberbullying information, support, and teaching resources from the New Zealand non-profit NetSafe, including the short film „At a Distance”. Архивирано из оригинала 26. 04. 2012. г. Приступљено 14. 05. 2012.
- Adina's Deck- Cyberbullying DVD & Teacher's Guide created by Master's Student at Stanford University
- ISafe.Org a California-based, non-profit aimed at educating youth about the dangers of the internet.
- Cyberbullying Tips Cyberbullying tips from UK children's charity Act Against Bullying
- Cyberbullying in Australia Australian Cyberbullying resource for teenagers
- „Sajebr zlostavljanje”. Архивирано из оригинала 05. 04. 2016. г. Приступљено 14. 05. 2012.
- Tinejdžeri zlostavljaju i zlostavljeni su
- Bezbednost i zaštita dece na internetu
  - "Mutilated Furries, Flying Phalluses: Put the Blame on Griefers, the Sociopaths of the Virtual World", Wired